# Gunn Margit Andreassen
Gunn Margit Andreassen (Kristiansand, 23 de julio de 1973) es una deportista noruega que compitió en biatlón.
Participó en cuatro Juegos Olímpicos de Invierno, entre los años 1994 y 2006, obteniendo en total dos medallas: plata en Salt Lake City 2002 y bronce en Nagano 1998, ambas en la prueba de relevos. Ganó seis medallas en el Campeonato Mundial de Biatlón entre los años 1995 y 2004.

## Palmarés internacional
| Juegos Olímpicos   | Juegos Olímpicos                | Juegos Olímpicos  | Juegos Olímpicos |
| Año                | Lugar                           | Medalla           | Prueba           |
| ------------------ | ------------------------------- | ----------------- | ---------------- |
| 1998               | Nagano (Japón)                  | Medalla de bronce | Relevos          |
| 2002               | Salt Lake City (Estados Unidos) | Medalla de plata  | Relevos          |
| Campeonato Mundial |                                 |                   |                  |
| Año                | Lugar                           | Medalla           | Prueba           |
| 1995               | Anterselva (Italia)             | Medalla de oro    | Equipo           |
| 1995               | Anterselva (Italia)             | Medalla de bronce | Relevos          |
| 1997               | Osrblie (Eslovaquia)            | Medalla de oro    | Equipo           |
| 1997               | Osrblie (Eslovaquia)            | Medalla de plata  | Relevos          |
| 2003               | Janty-Mansisk (Rusia)           | Medalla de bronce | Individual       |
| 2004               | Oberhof (Alemania)              | Medalla de oro    | Relevos          |